# 元謀龍屬
元謀龍屬（屬名：Yuanmousaurus）是種蜥腳下目恐龍，生存於侏儸紀中期的中國。元謀龍取名於雲南省元謀縣，是它的化石的發現所在地。不過，元謀龍的化石是一個不完整骨骼，發現於姜驿乡張和組。身長估計可能約17公尺。模式種是姜驛元謀龍（Yuanmousaurus jiangyiensis），是由董枝明、吕君昌等人所敘述、命名。元謀龍可能與巴塔哥尼亞龍是近親。牠們比峨嵋龍還衍化，但比巴塔哥尼亞龍原始。

## 外部連結
- Archives of the Dinosaur Mailing List （页面存档备份，存于）